# Nicholls (Géorgie)
Pour les articles homonymes, voir Nicholls.
Nicholls est une ville américaine située dans le comté de Coffee, en Géorgie. Selon le recensement de 2020, sa population est de 3 147 habitants.